# Vietnamiti a Taiwan
I vietnamiti di Taiwan, in pinyin 在台越南人 (Zaitai Yuenanren) ed in vietnamita Người Việt tại Ðài Loan, sono le persone di origine o nazionalità vietnamita che vivono e lavorano in Taiwan: rappresentano una delle comunità straniere più consistenti in termini numerici presenti sull'isola.
I vietnamiti presenti a Taiwan sono stati stimati nel 2006 in 80.000 persone, pari al 21% del totale di lavoratori stranieri presenti sull'isola ed al 29% dei vietnamiti residenti all'estero: di questi, i tre quarti hanno trovato impiego come collaboratori domestici, mentre il restante quarto è costituito quasi completamente da impiegati in fabbriche e cantieri.
La metà circa (42%) dei vietnamiti presenti a Taiwan si concentrano nell'area di Taipei e Taoyuan.

## Presenza di vietnamiti a Taiwan
Fin dal 1999, anno in cui il ministero degli esteri taiwanese approvò degli atti per l'accoglienza di lavoratori provenienti dal Vietnam, cominciarono ad arrivare numeri significativi di donne vietnamite interessate a lavorare come domestiche: nel giro di quattro anni, il numero di vietnamiti presenti sull'isola crebbe di quindici volte (da 2634 a 40.397 individui censiti), catapultando i vietnamiti al secondo posto fra i lavoratori domestici stranieri per numero, dopo i filippini e prima degli indonesiani. Ciò significava che un terzo dei domestici taiwanesi era vietnamita di nascita.
I vietnamiti vennero in seguito preferiti ai filippini poiché questi ultimi, a causa della loro buona conoscenza dell'inglese, potevano facilmente cercare lavori più remunerativi al di fuori della casa in cui lavoravano, mentre i vietnamiti, dal livello d'istruzione molto più basso, raramente potevano fare carriera nella società taiwanese, accontentandosi del posto come domestici per il quale erano emigrati dal loro paese.
A partire dal 2004, il numero di vietnamiti immigrati a Taiwan era di circa 38.000 l'anno: l'isola era (e rimane) la seconda meta preferita per l'immigrazione vietnamita, dopo la Malaysia e prima del Laos. All'attività come collaboratori domestici si affiancò l'attività infermieristica.
L'ingente numero d'immigrati spinse il Ministero degli Esteri taiwanese a chiedere il congelamento dell'immigrazione dal Paese, in modo tale da prendere accordi con l'autorità vietnamita vigente sui lavoratori all'estero: nei due anni seguenti, fu steso un piano che prevedeva una rinegoziazione dei contratti di lavoro, estendendo la loro durata da tre a sei anni ed aumentando la quantità di depositi richiesti.

## Il fenomeno del matchmaking
Il fenomeno del matchmaking, ossia la ricerca di un partner su chat apposite oppure tramite agenzie virtuali, è assai diffuso in Vietnam nonostante il governo l'abbia dichiarato illegale: si calcola che attorno alle 120.000 persone, in massima parte donne della parte meridionale del Paese (in particolare da Ho Chi Minh, col 54% del totale), abbiano trovato un marito taiwanese tramite questo sistema.
Il 49% dei matrimoni misti a Taiwan è costituito dall'unione di un taiwanese ed una vietnamita, così che le vietnamite costituiscono l'85% annuo dei cittadini che ricevono la cittadinanza taiwanese: la donna ha un'età media di 25 anni, mentre lo sposo ne ha solitamente dieci in più; il 73% delle donne che utilizzano il matchmaking per trovare marito a Taiwan sono di etnia Kinh, mentre le rimanenti hanno origine cinese.
Per evitare l'eccessiva espansione del fenomeno e la sua degenerazione (donne che sposano mariti sconosciuti per sfuggire alla miseria del proprio Paese), il governo vietnamita ha varato fra il 2002 ed il 2005 una serie di norme mirate alla regolamentazione matrimoni misti: ad esempio, i matrimoni con differenza troppo netta d'età fra gli sposi o fra individui parlanti lingue diverse sono stati proibiti.
Anche il governo taiwanese ha rilasciato una normativa simile ai matrimoni per scoraggiare l'immigrazione a fini sponsali, imponendo un limite massimo giornaliero di rilascio di 20 visti matrimoniali al giorno Dal 2007, il numero delle nuove spose è calato da un picco di circa 14.000 l'anno a circa un terzo.: con questa comunione d'intenti fra i due governi, il numero di matrimoni misti fra taiwanesi e vietnamite è crollato da circa 14.000 annui a meno di 4.000 nel 2007.
Rimangono tuttavia un numero imprecisato (stime dell'Alto commissariato delle Nazioni Unite per i rifugiati parlano di almeno 3000 persone) di donne che, in seguito al divorzio dai loro mariti taiwanesi, hanno perso sia il passaporto taiwanese che quello vietnamita, rinunciando al primo per ritornare al proprio Paese d'origine: i loro figli, ricevendo unicamente la cittadinanza taiwanese, sono impossibilitati a frequentale le scuole pubbliche vietnamite.